# Bănel Nicoliță
Bănel Nicoliţă (Faurei em 7 de janeiro de 1985) é um futebolista romeno. Joga como Meia. Atualmente joga no Aris Limassol F.C..